# Agranulocita
Gli agranulociti sono un gruppo di globuli bianchi che comprende linfociti e monociti, chiamati così perché a differenza delle altre cellule del sistema immunitario non presentano, nel citoplasma, i caratteristici organuli costituiti di sostanze citotossiche e lesive.
I primi distruggono gli agenti patogeni con la secrezione di anticorpi che legandosi all'antigene lo distruggono. Questi sono i linfociti B.
I linfociti T distruggono gli antigeni con la lisi, avvelenandoli, o anche favorendo la proliferazione di linfociti B. Possono anche tenere la memoria di un antigene riconoscendolo le volte successive. I  in Natural Killer che distruggono le cellule infette o cancerogene.
I secondi invece fagocitano l'agente patogeno.